# Le Plus Secret des agents secrets
Pour plus de détails, voir Fiche technique et Distribution.
Le Plus Secret des agents secrets (The Nude Bomb) est un film américain réalisé par Clive Donner, sorti en 1980.
En France, le film a été diffusé le 12 février 1990 sur La Cinq.

## Synopsis
La société KAOS a inventé une arme capable de détruire tous les vêtements sur Terre. L'agent Maxwell Smart, aidé de l'Agent 34 vont tenter de déjouer les plans de Sauvage, le patron de la société. La tâche se complique lorsqu'on découvre que Sauvage a aussi mis au point une machine capable de cloner les humains. Il va falloir retrouver le bon Sauvage.

## Fiche technique
- Titre original : The Nude Bomb
- Titre français : Le Plus Secret des agents secrets
- Réalisation : Clive Donner
- Scénario : Leonard Stern, Arne Sultan et Bill Dana d'après les personnages créés par Mel Brooks et Buck Henry
- Photographie : Harry L. Wolf
- Musique : Lalo Schifrin
- Production : Jennings Lang et Ted Mann
- Pays d'origine :  États-Unis
- Format : Couleurs - 1,85:1 - mono
- Genre : comédie
- Date de sortie : 
  - États-Unis : 9 mai 1980
  - France : 13 août 1980
- Affiche : Bill Gold (États-Unis)

## Distribution
- Don Adams (VF : Guy Piérauld) : Maxwell Smart (Max la Menace en VF)
- Sylvia Kristel (VF : Sylvie Fennec) : Agent 34
- Rhonda Fleming (VF : Paule Emanuele) : Edith Von Secondberg
- Dana Elcar (VF : Jacques Deschamps) : Chief
- Pamela Hensley (VF : Évelyn Séléna) : Agent 36
- Andrea Howard (en) (VF : Monique Thierry) : Agent 22
- Norman Lloyd (VF : Grégoire Aslan) : Carruthers
- Bill Dana (VF : Jacques Dynam) : Jonathan Levinson Seigle
- Gary Imhoff (en) (VF : Pierre Guillermo) : Jerry Krovney
- Sarah Rush (en) (VF : Sylvie Feit) : Pam Krovney
- Vittorio Gassman (VF : Georges Aminel) : N. S. Sauvage / N. S. Sebastiani
- Walter Brooke : l'ambassadeur américain
- Thomas Hill (VF : André Valmy) : le président des États-Unis
- Ceil Cabot (VF : Jane Val) : la propriétaire de l'immeuble
- Joey Forman (en) (VF : Serge Lhorca) : Agent 13 (Agent 14 en VF)
- Alex Rodine (VF : Alain Nobis) : le délégué russe
- Richard Sanders (VF : Jacques Ciron) : le délégué ouest-allemand
- Vito Scotti (VF : Jean Michaud) : le délégué italien
- Robert Karvelas (en) (VF : Henry Djanik) : Larabee
- David Adnopoz (VF : Roger Crouzet) : le Dr à l'hôpital
- Ashley Cox : un mannequin
- Nick Dimitri (en) (VF : Daniel Gall) : le premier agent du KAOS
- Fred Lerner (VF : Marc de Georgi) : le second agent du KAOS
- Dick Warlock : l'agent du KAOS en avion (non crédité)